# Lechenaultia magnifica
Lechenaultia magnifica är en tvåhjärtbladig växtart som beskrevs av L.W.Sage. Lechenaultia magnifica ingår i släktet Lechenaultia och familjen Goodeniaceae. Inga underarter finns listade i Catalogue of Life.